# یاتسک مالچفسکی
یاتسِک مالْچِفْسکی (لهستانی: Jacek Malczewski؛ ۱۵ ژوئیهٔ ۱۸۵۴ – ۸ اکتبر ۱۹۲۹) نقاش برجستهٔ اهل لهستان بود. او از هنرمندان مطرح جنبش میهن‌پرستانهٔ لهستان جوان در دوران تجزیه لهستان بود و در آثار خلاقانه‌اش سبک مرسوم زمانه را با مایه‌های تاریخی، سنت‌های یونانی و مسیحی، اسطوره‌شناسی فولکلور، عشق به فضاهای طبیعی و رمانتیسم استقلال‌طلبانه و شهیدپرور لهستانی می‌آمیخت.
مالچفسکی را پدر نمادگرایی لهستان می‌دانند. 
در نوامبر سال 2022 نقاشی رنگ روغن مالچفسکی سال 1908 با عنوان Rzeczywistość (واقعیت) به ارزش 17 میلیون زلوتی(3.6 میلیون یورو) در  مزایده در شهر ورشو فروخته شد که رکورد گران ترین نقاشی فروخته شده در بازار هنر لهستان را به خود اختصاص داد

## نگارخانه
- هملت لهستانی. پرتره الکساندر ویلوپولسکی
- Christ and Samaritan woman at the well
- Tobias and Parcae
- Temptation of Fortune

- Błędne koło (Vicious Circle)
- Siberian Wigilia
- Motherland. Portrait of Maria Bal
- Thanatos